# Jutta Röser
Jutta Röser (* 21. August 1959 in Köln) ist eine deutsche Kommunikationswissenschaftlerin mit dem Forschungsschwerpunkt Mediensoziologie und genderspezifische Medienstudien. Seit April 2014 leitet sie als Geschäftsführende Direktorin das Institut für Kommunikationswissenschaft in Münster.

## Kurzvita
Geboren 1959 in Köln und aufgewachsen in Wuppertal, studierte Röser von 1979 bis 1986 Publizistik (Kommunikationswissenschaft) sowie Germanistik, Politik und Soziologie an der Universität Münster. 1986 absolvierte sie ihren Magistra-Abschluss. 1991 folgte die Promotion zum Thema „Frauenzeitschriften und weiblicher Lebenszusammenhang“. Ab 1991 war sie wissenschaftliche Mitarbeiterin am Institut für Publizistik in Münster. Zwei Jahre später wechselte sie an die Universität Hamburg. Von 1993 bis 1999 arbeitete sie als wissenschaftliche Assistentin am dortigen Institut für Journalistik. Ihre Habilitation erfolgte 2000 mit einer Dissertation über „Fernsehgewalt im gesellschaftlichen Kontext“. Es schlossen sich Vertretungs- und Gastprofessuren an den Universitäten Hamburg, Bochum, Lüneburg und Zürich an. Von 2003 bis 2012 bekleidete sie eine Professur für Kommunikationswissenschaft an der Leuphana Universität Lüneburg. Zum Sommersemester 2012 wurde sie zur Professorin für Kommunikationswissenschaft mit Schwerpunkt Mediensoziologie an der Universität Münster ernannt. Seit dem Sommersemester 2014 leitet sie das dortige IfK (Institut für Kommunikationswissenschaft) als Geschäftsführende Direktorin.
Röser ist Gründerin der Frauenforschungsstelle am früheren Institut für Publizistik der Universität Münster sowie aktives Mitglied der Arbeitsgruppe Medien, Öffentlichkeit und Geschlecht der Deutschen Gesellschaft für Publizistik- und Kommunikationswissenschaft (DGPuK).

## Forschungsschwerpunkte
- Mediensoziologie
- Rezeptionsforschung und Ethnografie
- Medialisierung von Alltag und Gesellschaft
- Neue Medien in Geschichte und Gegenwart
- Cultural Media Studies und Gender Studies
- Populäre Medien
- Qualitative Methoden

## Publikationen (Auswahl)
- Rezeption, Aneignung, Domestizierung. In: Andreas Hepp, Friedrich Krotz, Svantje Lingenberg, Jeffrey Wimmer (Hrsg.): Handbuch Cultural Studies und Medienanalyse. Springer VS, Wiesbaden (im Druck, Winter 2014).
- mit Andreas Hepp: Beharrung in Mediatisierungsprozessen: Das mediatisierte Zuhause und die mediatisierte Vergemeinschaftung. In: Friedrich Krotz, Cathrin Despotovic, Merle Kruse (Hrsg.): Die Mediatisierung sozialer Welten. Synergien empirischer Forschung. Springer VS, Wiesbaden 2014, S. 165–188.
- mit Corinna Peil: Internetnutzung im häuslichen Alltag. Räumliche Arrangements zwischen Fragmentierung und Gemeinschaft. Springer VS, Wiesbaden 2014.
- mit Andreas Hepp: Beharrung in Mediatisierungsprozessen: Das mediatisierte Zuhause und die mediatisierte Vergemeinschaftung. In: Friedrich Krotz, Cathrin Despotovic, Merle Kruse (Hrsg.): Die Mediatisierung sozialer Welten. Synergien empirischer Forschung. Springer VS, Wiesbaden 2014, S. 165–188.
- mit Corinna Peil: The Meaning of Home in the Context of Digitization, Mobilization and Mediatization. In: Andreas Hepp, Friedrich Krotz (Hrsg.): Mediatized Worlds: Culture and Society in a Media Age. Palgrave, London 2014, 233–249.
- mit Margreth Lünenborg (Hrsg.): Ungleich mächtig. Das Gendering von Führungspersonen aus Politik, Wirtschaft und Wissenschaft in der Medienkommunikation. transcript, Bielefeld 2012.
- mit Ursula Hüsig: Fernsehzeit reloaded: Medienalltag und Zeithandeln zwischen Konstanz und Wandel. In: Medien&Zeit 27, 2012, Nr. 2, 35–43.
- mit Corinna Peil: Das Zuhause als mediatisierte Welt im Wandel. Fallstudien und Befunde zur Domestizierung des Internets als Mediatisierungsprozess. In: Friedrich Krotz, Andreas Hepp (Hrsg.): Mediatisierte Welten: Beschreibungsansätze und Forschungsfelder. VS, Wiesbaden 2012, S. 137–163.
- mit Tanja Thomas und Corinna Peil (Hrsg.): Alltag in den Medien – Medien im Alltag. VS, Wiesbaden 2010.
- als Hrsg.: MedienAlltag. Domestizierungsprozesse alter und neuer Medien. VS, Wiesbaden 2007.
- mit Elisabeth Klaus, Ulla Wischermann (Hrsg.): Kommunikationswissenschaft und Gender Studies. Westdeutscher Verlag, Wiesbaden 2001.
- Fernsehgewalt im gesellschaftlichen Kontext. Eine Cultural Studies-Analyse über Medienaneignung in Dominanzverhältnissen. Westdeutscher Verlag, Wiesbaden 2000.[3]

## Mitgliedschaften
- Deutsche Gesellschaft für Publizistik- und Kommunikationswissenschaft (DGPuK)
- European Communication Research and Education Association (ECREA)
- ECREA-Section Digital Culture and Communication und Workinggroup Mediatization
- DGPuK-Fachgruppe Medien, Öffentlichkeit und Geschlecht
- DGPuK-Fachgruppe Soziologie der Medienkommunikation